# Ruimteschroot

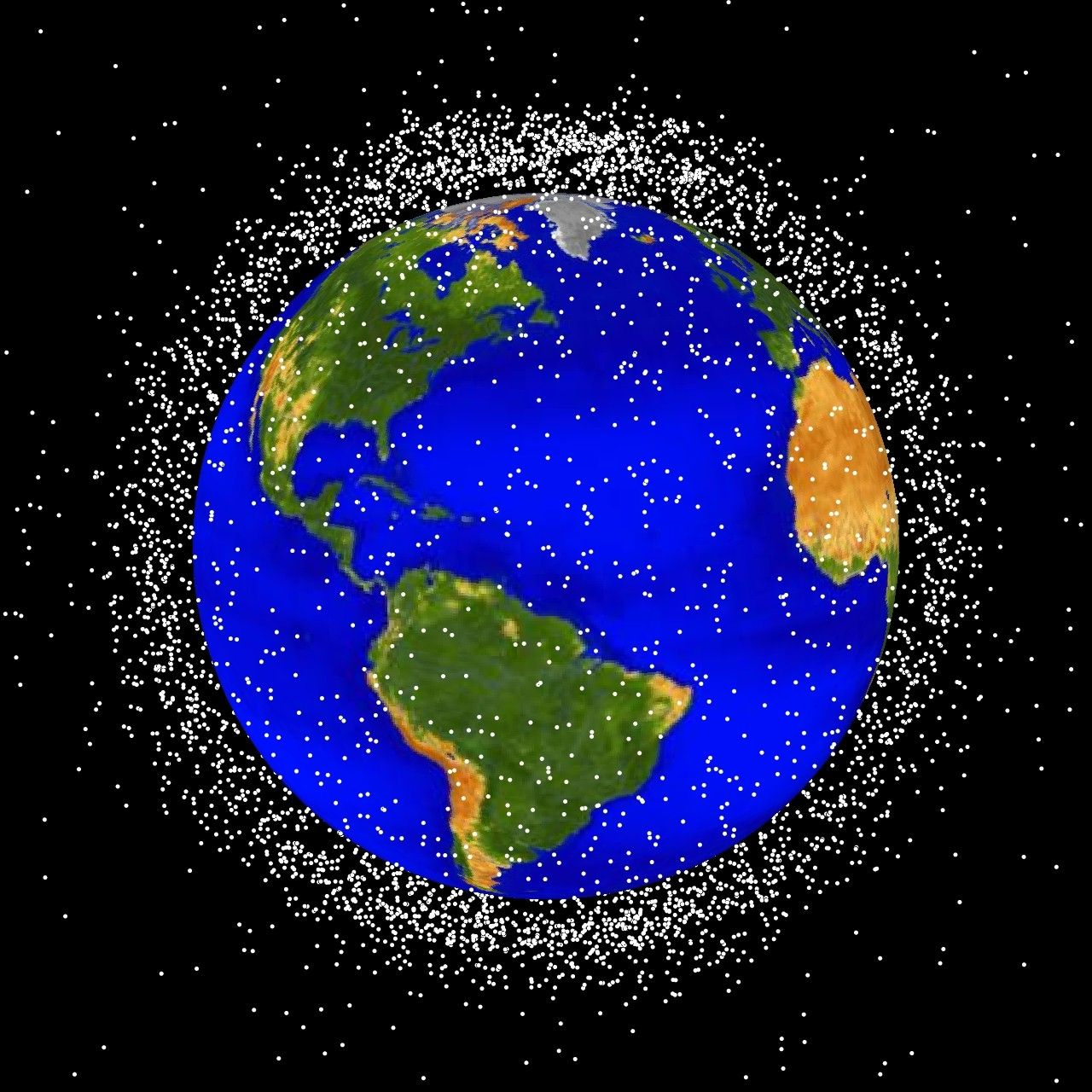
Een door de computer gemaakt overzicht van ruimteschroot in lage banen (tot 2000 km van het aardoppervlak)

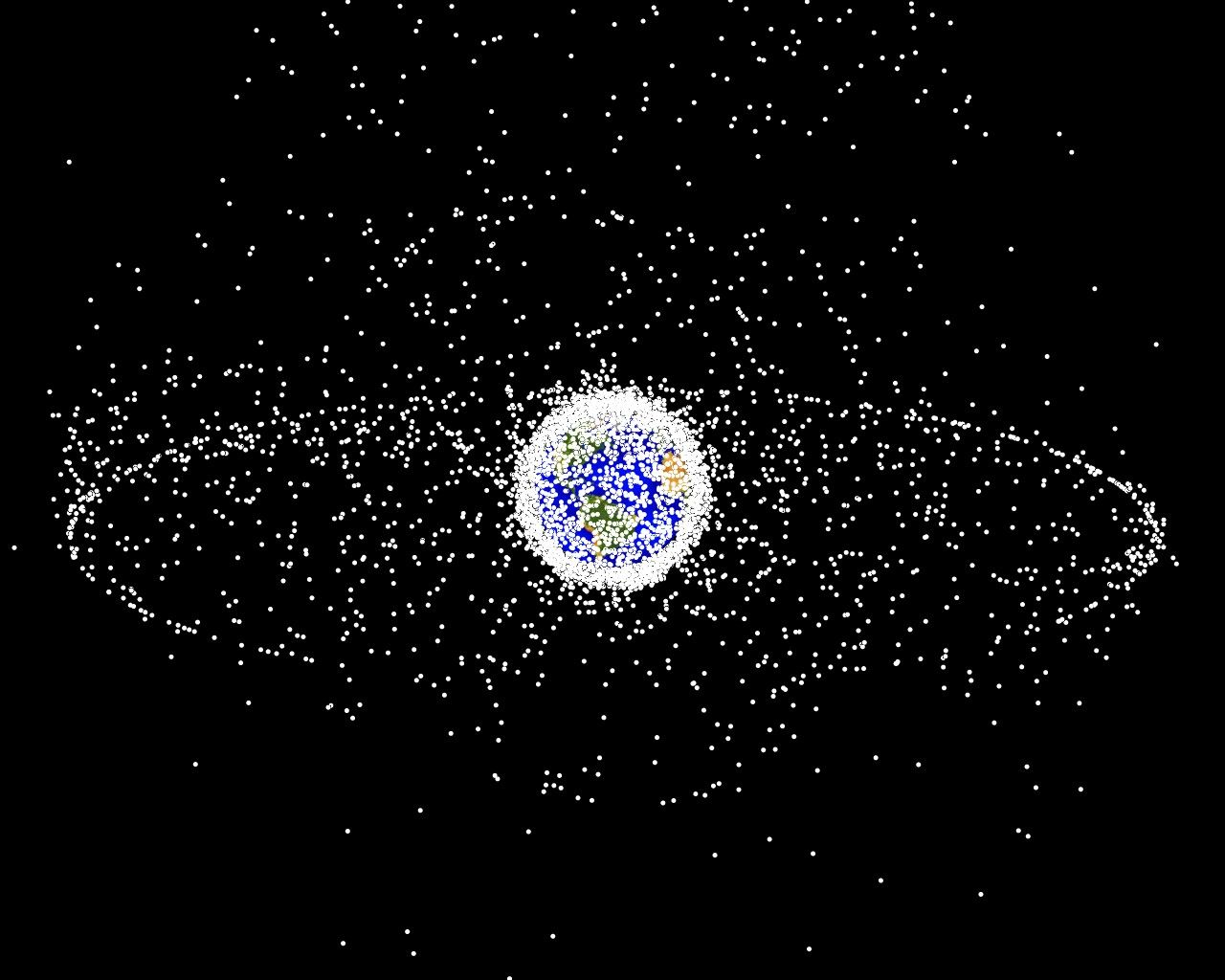
Een overzicht van ruimteschroot gezien van een punt op 35.785 km van de aarde

Ruimteschroot of ruimtevervuiling is door mensen gemaakt afval, dat zich in de ruimte bevindt, buiten de dampkring van de aarde. Het kan variëren van verfschilfertjes of metaaldeeltjes, tot niet meer benodigde dekseltjes van satellietinstrumenten, boutjes of veertjes, tot een complete afgedankte kunstmatige satelliet of een rakettrap.

## Baan
Vooral die stukken die in een baan rond de aarde blijven cirkelen kunnen, afhankelijk van de baan,  een probleem vormen.
Er zijn ook stukken met een heliocentrische baan, zoals diverse exemplaren van de derde trap van de Saturnus V raket, en de tweede trap van de Falcon Heavy raket (met daarop bevestigde auto). Deze vormen minder een probleem.
Ruimtetrappen komen vaak kort na de lancering neer in een afgebakend gebied maar komen in sommige gevallen ook wel na tientallen omwentelingen om de Aarde ongecontroleerd neer, waarbij van de locatie alleen voorspeld kan worden dat dit ergens min of minder onder de verwachte baan zal zijn, zie Veiligheidsmaatregelen neerkomen centrale trap nagelaten of mislukt.

## Gevaar
Dat een verfschilfertje al een probleem kan zijn, komt door de enorme snelheden: in een lage baan is de snelheid ongeveer 8 km/s. Satellieten worden haast altijd gelanceerd in de draairichting van de aarde (de benodigde energie bij de lancering is daardoor aanmerkelijk lager) en daardoor zal de relatieve snelheid bij een botsing meestal lager zijn, maar toch hoog genoeg om zorgwekkend te zijn. Een kunstmaan kan door een botsing met een klein voorwerp beschadigd raken. Ook ruimtewandelingen zijn daardoor gevaarlijk. Zonnepanelen van satellieten worden door de toenemende vraag naar energie steeds groter en de kans dat zo'n paneel door ruimteschroot beschadigd wordt, wordt ook steeds groter.
De Amerikaan Donald J. Kessler betoogde dat een object door een botsing in stukken geslagen kan worden, waardoor de hoeveelheid ruimteschroot verder toeneemt. Dit wordt het Kesslersyndroom genoemd.
Het meeste ruimteschroot bevindt zich in een lage baan rond de aarde. Er is daar nog een zeer geringe luchtweerstand, waardoor alle objecten langzamerhand snelheid verliezen en naar de aarde vallen. Een klein voorwerp verbrandt meestal bij terugkeer in de dampkring vanwege de snelheid en de wrijving met de lucht. Bij grote satellieten en ruimtestations kan er nog een stuk op aarde terechtkomen.
De defensie van de Verenigde Staten houdt het meeste ruimteschroot bij, omdat er bij een raketaanval onderscheid moet kunnen worden gemaakt tussen een raket en ruimteafval. In 1987 waren er 7000 geregistreerde objecten groter dan 10 cm. Volgens het NASA Orbital Debris Program Office was dat aantal in 2012 gestegen naar meer dan 21.000. Zij schatten dat er zich ongeveer 500.000 stukjes van 1 tot 10 cm grootte in een baan om de aarde bevinden en meer dan 100 miljoen stukjes kleiner dan 1 cm.
Wolken van zeer kleine deeltjes zijn niet zo schadelijk, maar kunnen erosie veroorzaken, vergelijkbaar met zandstralen.

## Oplossingen
Tegenwoordig zijn de meeste kunstmanen met een pantser beschermd tegen klein ruimteschroot. Het is onmogelijk een zonnepaneel van een pantser te voorzien. In plaats daarvan wordt het paneel schadetolerant ontworpen, dat wil zeggen dat andere delen van het zonnepaneel gewoon hun werk kunnen blijven doen terwijl het beschadigde deel van het paneel uitgevallen is.
Er wordt nagedacht over een mogelijkheid om het ruimteschroot op te ruimen. Een eerste missie is door ESA gepland in 2025. Hierbij wordt de ruimtecapsule ClearSpace-1 gelanceerd voor het opruimen van Vespa (Vega Secondary Payload Adapter), een restant van lancering VV02 van een Vega-raket met een massa van 100 kg. ClearSpace-1 heeft grijparmen om bij een ruimte-ontmoeting Vespa vast te grijpen, waarna ze samen de atmosfeer ingaan en daar verbranden. Voor een volgende fase wordt gedacht aan een ruimtevaartuig dat meerdere ruimteschrootobjecten kan opruimen.
Het eenvoudigste is echter om het te voorkomen, vandaar dat afgedankte satellieten steeds vaker in een kerkhofbaan worden gebracht waar ze geen kwaad meer kunnen. Nog liever stuurt men een afgedankte satelliet direct naar de aarde terug, voordat hij vanzelf terugvalt, zodat men invloed heeft op de plaats waar de brokstukken neerkomen. Het spreekt vanzelf dat dit vaak niet meer mogelijk als de satelliet defect is, als de radio-ontvanger  of de raketmotor niet meer werkt.

## Bekende stukken ruimteschroot
Het oudste stuk ruimteschroot is de Vanguard 1 die op 17 maart 1958 werd gelanceerd. De satelliet stopte na zes jaar met functioneren en draait nog steeds in een baan om de aarde.
Bij ruimtewandelingen is in het verleden gereedschap verloren, dat nu ook in de ruimte rondzweeft. Zo is er een handschoen die astronaut Ed White verloor bij de eerste Amerikaanse ruimtewandeling. Michael Collins verloor een camera bij het ruimtevaartuig Gemini 10. Verder zijn afvalzakken, een schroevendraaier en een tandenborstel verloren. In november 2008 verloor Heidemarie Stefanyshyn-Piper tijdens missie STS-126 een tas met gereedschap.
China vernietigde in januari 2007 een oude weersatelliet met een ballistische raket. In 2019 voerde ook India zo’n soort onderschepping uit. De Russen en Amerikanen doen zoiets sinds de jaren 80 niet meer. In februari 2009 botsten twee satellieten op elkaar. In maart 2021 botste een restant van een in 1996 gelanceerde Russische Zenit-rakettrap op een Chinese satelliet, die verloren ging. Zulke gebeurtenissen leidden tot een enorme toename van de hoeveelheid ruimteschroot.

## Varia
In de Britse science fiction televisieserie U.F.O. van Gerry en Sylvia Anderson, komt, in de episode Conflict, het thema ruimteschroot uitvoerig aan bod omdat buitenaardse toestellen zich kunnen verschuilen achter afgedankte rakettrappen in omloop rond de aarde.